# Ключ 109
| 目                     | 目                    | 目                    |
| ---------------------- | --------------------- | --------------------- |
| 108                    | 109                   | 110                   |
| Піньінь:               | mù                    | mù                    |
| Чжуїнь:                | ㄇㄨˋ                 | ㄇㄨˋ                 |
| Вейд-Джайлз:           | mu4                   | mu4                   |
| Ютпхін:                | muk6                  | muk6                  |
| Он:                    | ボク, モク boku, moku | ボク, モク boku, moku |
| Кун:                   | め me                 | め me                 |
| Кандзі:                | 目偏 mehen            | 目偏 mehen            |
| Хун:                   | 눈 nun                | 눈 nun                |
| Им:                    | 목 mok                | 목 mok                |
| Індекс у Вікісловнику: | 目                    | 目                    |

Ключ 109 — ієрогліфічний ключ, що означає око і є одним із 23 (загалом існує 214) ключів Кансі, що складаються з п'яти рисок.
У Словнику Кансі 647 символів із 40 030 використовують цей ключ.

## Символи, що використовують ключ 109

Як писати ієрогліф.

| без додаткових | 目                                                                                              |
| 2 додаткові    | 盯                                                                                              |
| 3 додаткові    | 盰 盱 盲 盳 直 盵                                                                               |
| 4 додаткові    | 盶 盷 相 盹 盺 盻 盼 盽 盾 盿 眀 省 眂 眃 眄 眅 眆 眇 眈 眉 眊 看 県 眍                         |
| 5 додаткових   | 眎 眏 眐 眑 眒 眓 眔 眕 眖 眗 眘 眙 眚 眛 眜 眝 眞 真 眠 眡 眢 眣 眤 眥 眦 眧 眨 眩 眪 眫 眬 眿 |
| 6 додаткових   | 眭 眮 眯 眰 眱 眲 眳 眴 眵 眶 眷 眸 眹 眺 眻 眼 眽 眾                                           |
| 7 додаткових   | 着 睁 睂 睃 睄 睅 睆 睇 睈 睉 睊 睋 睌 睍 睎 睏 睐 睑                                           |
| 8 додаткових   | 睒 睓 睔 睕 睖 睗 睘 睙 睚 睛 睜 睝 睞 睟 睠 睡 睢 督 睤 睥 睦 睧 睨 睩 睪 睫 睬 睭             |
| 9 додаткових   | 煛 睮 睯 睰 睱 睲 睳 睴 睵 睶 睸 睹 睺 睻 睼 睽 睾 睿 瞀 瞁 瞂 瞃 瞄 瞅 瞆                      |
| 10 додаткових  | 瞇 瞈 瞉 瞊 瞋 瞌 瞍 瞎 瞏 瞐 瞑 瞒 瞓                                                          |
| 11 додаткових  | 瞔 瞕 瞖 瞗 瞘 瞙 瞚 瞛 瞜 瞝 瞞 瞟 瞠 瞡 瞢 瞣                                                 |
| 12 додаткових  | 瞤 瞥 瞦 瞧 瞨 瞩 瞪 瞫 瞬 瞭 瞮 瞯 瞰 瞱 瞲 瞳 瞴 瞵 瞶 瞷                                     |
| 13 додаткових  | 瞸 瞹 瞺 瞻 瞼 瞽 瞾 瞿 矀 矁 矂                                                                |
| 14 додаткових  | 矃 矄 矅 矆 矇 矈 矉 矊                                                                         |
| 15 додаткових  | 矋 矌 矍 矎 矏                                                                                  |
| 16 додаткових  | 矐 矑 矒 矓                                                                                     |
| 18 додаткових  | 矔                                                                                              |
| 19 додаткових  | 睷 矕 矗                                                                                        |
| 20 додаткових  | 矘 矙                                                                                           |
| 21 додаткова   | 矖 矚                                                                                           |